# Il fantasma di Manhattan
Il fantasma di Manhattan (The Phantom of Manhattan) è un romanzo dello scrittore Frederick Forsyth pubblicato nel 1999. L'opera si pone come un ideale seguito de Il fantasma dell'Opera di Gaston Leroux.
Il romanzo nasce da una iniziale collaborazione tra Forsyth e Andrew Lloyd Webber per la realizzazione di un musical. Il progetto venne interrotto e Forsyth proseguì con la scrittura del romanzo. La continuazione del musical The Phantom of the Opera, intitolato Love Never Dies con musiche di Andrew Lloyd Webber, è in parte ispirato a il fantasma di Manhattan.

## Trama
La storia è narrata dal punto di vista di un personaggio differente per ogni capitolo.
Tredici anni dopo le vicende raccontate nel romanzo di Gaston Leroux, Antoinette Giry è in punto di morte per un cancro. Durante la sua estrema unzione racconta a un sacerdote di come, molti anni prima, aveva salvato un povero bambino orribilmente deforme dagli abusi subiti in un circo di fenomeni da baraccone; lo aveva portato all'Opéra Garnier, dove lavorava come maestra di ballo, e nei suoi sotterranei questi aveva preso dimora. Il bambino era diventato il celebre Fantasma dell'Opera, con le ben note conseguenze.
In seguito ai macabri fatti accaduti, Madame Giry, credendo Erik innocente anche delle uccisioni a lui imputate, lo aveva aiutato a fuggire in America.
Poco prima di soccombere alla malattia, la donna affida a un notaio una lettera importantissima da consegnare in qualsiasi modo a Erik.
Il Fantasma è sopravvissuto, e in pochi anni è riuscito a passare dalla miseria più nera alla ricchezza smodata. Una volta giunto a New York ha usato le sue capacità di progettista e costruttore per alcune attrazioni di Coney Island, che in poco tempo gli hanno fruttato un enorme patrimonio. Si è poi ritirato a vivere in un immenso grattacielo a Manhattan, accudito da Darius, un misterioso personaggio votato al culto dell'oro e della ricchezza. Darius ha aiutato Erik nella sua scalata al successo, prestandogli il volto nelle occasioni pubbliche; in realtà però questi è solo un opportunista che vede in lui un mezzo per avere sempre più denaro, che erediterà alla sua morte. L'amore per la musica di Erik non si è spento: ora è entrato nella compagnia che, assieme a Oscar Hammerstein I, fonderà il celebre Manhatthan Opera House. Inoltre non ha mai dimenticato la sua amata Christine, che ora è diventata la più famosa diva dell'opera lirica e vive in Normandia con suo marito, il visconte Raoul De Chagny, e il loro figlio Pierre.
Erik riceve la lettera di Madame Giry, e il suo contenuto sembra scioccarlo terribilmente: immediatamente stanzia una fortissima somma di denaro perché all'inaugurazione del nuovo teatro venga a cantare proprio Christine; nello stesso tempo prende a scrivere furiosamente un'opera da rappresentare in tale occasione. Darius inizia a nutrire il timore che ciò che è scritto nella lettera possa compromettere il suo possesso sull'eredità di Erik, e giura di fare qualsiasi cosa per impedirlo.
Mesi dopo Christine arriva a New York in compagnia di Pierre, Meg Giry e il tutore del ragazzo, il prete irlandese Padre Joe. Al suo arrivo le viene recapitata una scimmietta giocattolo che suona Masquerade, del tutto simile a quella che il Fantasma le aveva lasciato prima di sparire tredici anni prima. La donna, sotto shock, intuisce la presenza di Erik e chiede al giornalista Cholly Bloom di accompagnarla a visitare Coney Island, da cui il giocattolo proviene.
Erik è presente all'arrivo di Christine, e comprende una volta per tutte che lei non lo amerà mai; tuttavia ha una nuova speranza datale dalla lettera di Madame Giry, la quale le aveva confessato che molti anni prima aveva soccorso Raoul De Chagny da un'aggressione: all'uomo, colpito all'addome da una pallottola, era stata praticata una vasectomia che lo aveva salvato dalla morte, ma lo aveva reso di fatto sterile. Di conseguenza Pierre, nato da Christine pochi mesi dopo le vicende dell'Opera Garnier, non può essere suo figlio, ma di Erik: i due lo avevano concepito in uno dei loro incontri segreti tredici anni prima.
Christine e Erik hanno uno straziante incontro in un labirinto degli specchi di Coney Island: il Fantasma le chiede di lasciargli suo figlio, ma lei gli promette che da lì a cinque anni, quando il ragazzo sarà maggiorenne, gli rivelerà la verità e lo lascerà libero di scegliere se rimanere con Raoul o ricongiungersi al suo vero padre. Erik acconsente, pur se malvolentieri, poiché non è disposto ad aspettare tutto quel tempo. La conversazione viene udita anche da Darius, che fugge in preda all'ira.
Giorni dopo, all'inaugurazione dell'Opera House, Christine interpreta "L'Angelo di Shiloh", l'opera scritta per lei da Erik. Nel corso della rappresentazione, alla quale prende parte anche Pierre che si rivela un'eccezionale voce bianca, un misterioso cantante si sostituisce al tenore protagonista, cantando col volto bendato e duettando con Christine in una scena che ricalca il suo addio di tredici anni prima col Fantasma.
La rappresentazione riscuote un notevole successo, e nel party che ne segue il "misterioso cantante" è visto parlare con Pierre e passare a Christine un bigliettino.
L'ultima parte del romanzo è narrata circa quarant'anni dopo da Cholly Bloom. Pochi giorni dopo questi eventi, il giornalista era riuscito a diventare amico del Visconte De Chagny, nel frattempo giunto in città per ricongiungersi alla sua famiglia. Cholly si lascia sfuggire, durante un incontro con Raoul, che Christine sta andando a incontrare nel parco qualcuno di nome Erik. Realizzando la terribile verità, Raoul corre da lei, seguito da Cholly. 
Il giornalista assiste di nascosto all'incontro tra Christine e Erik, che vuole conoscere suo figlio. Il ragazzo arriva correndo verso sua madre, non sapendo che Darius, nascosto poco distante, lo tiene sotto tiro per eliminarlo e avere libero accesso all'eredità di Erik.
L'uomo spara un colpo di pistola in direzione di Pierre, ma colpisce accidentalmente Christine. Erik uccide Darius e corre dalla sua amata, che sta morendo.
La donna, prima di morire, rivela a suo figlio la verità. Raoul chiede dunque a Pierre di fare una scelta, se rimanere con lui o andarsene col suo vero padre. Il ragazzo toglie la maschera al Fantasma, lo guarda in volto e decide di rimanere con lui.
Nell'epilogo viene detto che Raoul non si sposerà mai più. Erik e Pierre cambiano nome e il Fantasma non indosserà mai più la sua maschera. La loro famiglia, sotto nuovo nome, sarà rispettata e ricordata fino ai giorni nostri.

## Personaggi
- Erik: una volta chiamato Il Fantasma dell'Opera, è ora un ricchissimo impresario di Manhattan. In questo romanzo viene rivelato il suo oscuro passato e il suo cognome: Muhlheim.
- Christine Daaé, Viscontessa De Chagny: il soprano più famoso del mondo, un tempo amante di Erik, che non l'ha mai dimenticata.
- Raoul De Chagny: Marito di Christine e padre putativo di Pierre.
- Pierre De Chagny: Figlio di Christine ed Erik, crede che suo padre sia Raoul. Ragazzo molto curioso e intelligente, è anche un eccellente musicista e cantante come il suo vero padre.
- Madame Giry: ex maestra di ballo all'Opera Garnier, in punto di morte rivela i segreti del passato di Erik che daranno il via a tutte le vicende. Il suo nome, mai menzionato nei lavori originali, è qui indicato come Antoinette.
- Darius: Il galoppino di Erik, dal passato misterioso, completamente asservito al Dio della Ricchezza. Uomo senza scrupoli ed enigmatico, ha il solo scopo di diventare sempre più ricco.
- Padre Joseph Kilfoyle: Tutore di Pierre, segretamente innamorato di Christine.
- Meg Giry: figlia di Antoinette Giry, un tempo ballerina oggi dama di compagnia e miglior amica di Christine.
- Cholly Bloom: Reporter da strapazzo, indaga sulla vita e sui misteriosi avvenimenti intorno a Erik e Christine.
- Armand DuFour: Notaio incaricato da Madame Giry di consegnare a Erik la lettera decisiva.
- Taffy Jones: Maestro dei divertimenti di Coney Island, assiste alla conversazione tra il Fantasma e la sua amata.

## Edizioni in italiano
- Il fantasma di Manhattan. Romanzo, traduzione di Stefano Bortolussi, Collana Omnibus, Milano, Arnoldo Mondadori Editore, 1999, ISBN 978-88-04-46116-6.
- Il fantasma di Manhattan, Collana Oscar Bestsellers n.1138, Milano, Mondadori, 2001,  p. 162.